# Michal Ráliš
Michal Ráliš (* 23. července 1979) je bývalý český fotbalista.

## Fotbalová kariéra
V české lize hrál za AFK Atlantic Lázně Bohdaneč. Nastoupil v 1 ligovém utkání. V nižších soutěžích hrál i za FC Spartak Rychnov nad Kněžnou.

## Ligová bilance
| Ročník                 | Zápasy | Góly | Klub                        |
| ---------------------- | ------ | ---- | --------------------------- |
| Gambrinus liga 1997/98 | 1      | 0    | AFK Atlantic Lázně Bohdaneč |
| CELKEM 1. česká liga   | 1      | 0    |                             |